# ليناريا بيبارتيتا
ليناريا بيبارتيتا (بالإنجليزية: Linaria bipartita)‏ هو نوع من النباتات المزهرة في عائلة الحمليّة المعروفة بالاسم الشائع «clovenlip toadflax». موطنه المغرب، ولكن يمكن العثور عليه في مكان آخر كنوع من الأنواع المدخلة ويتم زراعته كنبات للزينة. وهو عشب سنوي يصل طوله من 10 إلى 30 سم ويبلغ طول أوراقه الخطية من 3 إلى 5 سم. الإزهار عبارة عن نبتة من أزهار تحتل الجزء العلوي من الساق. يبلغ طول الزهرة حوالي 2 سم ولها خمسة فصوص مرتبة في شفتين مع نتوء في النهاية. غالبًا ما تكون الزهرة أرجوانية ضاربة إلى الحمرة، لكن الزهور ذات الألوان المختلفة يتم تربيتها للحديقة. الثمرة عبارة عن كبسولة كروية يبلغ عرضها حوالي 2 ملم.

## روابط خارجية
- العلاج اليدوي من جيبسون
- معرض الصور